# Issoria caeruleomarginata
Issoria caeruleomarginata är en fjärilsart som beskrevs av Vorbrodt 1917. Issoria caeruleomarginata ingår i släktet Issoria och familjen praktfjärilar. Inga underarter finns listade i Catalogue of Life.